# Inmigración argentina en Bolivia
Los inmigrantes argentinos en Bolivia son un total de 45.424 habitantes, lo que constituye la sexta comunidad de argentinos en el exterior tras los de España, Estados Unidos, Chile, Paraguay e Israel. Los argentinos también conforman el mayor número de inmigrantes en Bolivia.
Debido a la fuerte devaluación del peso argentino, la crisis económica, la alta inflación y el desempleo en Argentina, la inmigración argentina en Bolivia ha comenzado a aumentar significativamente a partir de 2018, ya que muchos argentinos han empezado a emigrar hacia el sur de Bolivia (en especial a Tupiza) en busca de trabajo. Porcentualmente, los ciudadanos argentinos que se encuentran buscando trabajo en Bolivia habrían aumentado en un 40 % en 2019.

## Estadísticas
Desde el año 1900 hasta 2012 y de acuerdo a los diferentes censos bolivianos, se puede observar que la comunidad argentina residente en Bolivia, ha pasado de solo 1300 argentinos en el año 1900 a más de 36 200 argentinos viviendo en Bolivia para el año 2012 
| Argentinos viviendo en Bolivia | Argentinos viviendo en Bolivia | Argentinos viviendo en Bolivia |
| Año                            | Argentinos en Bolivia          | Fuente                         |
| ------------------------------ | ------------------------------ | ------------------------------ |
| 1900                           | 1 368                          | Censo boliviano de 1900        |
| 1950                           | 10 118                         | Censo boliviano de 1950        |
| 1976                           | 14 669                         | Censo boliviano de 1976        |
| 1992                           | 17 829                         | Censo boliviano de 1992        |
| 2001                           | 28 612                         | Censo boliviano de 2001        |
| 2012                           | 36 230                         | Censo boliviano de 2012        |
| 2020                           | 47 000                         | Estimaciones del INE           |

### Cifras Históricas
La inmigración argentina en Bolivia comienza durante la segunda mitad del siglo XIX. El censo boliviano del año 1900, muestra que había unos 1368 argentinos viviendo en Bolivia en ese entonces. Se puede observar también que los primeros argentinos que ingresaron a Bolivia a principios del siglo XX, se encontraban mayormente concentrados en el sur del país, en unos cinco principales departamentos, los cuales eran: Potosí, Tarija, Chuquisaca, así como también La Paz y Santa Cruz
Durante el año 1900, de todos los extranjeros que se encontraban viviendo en Bolivia durante aquella época, la comunidad argentina representaba al 18,42 % del total.[cita requerida]
| Argentinos viviendo en Bolivia Censo boliviano del año 1900 | Argentinos viviendo en Bolivia Censo boliviano del año 1900 | Argentinos viviendo en Bolivia Censo boliviano del año 1900 | Argentinos viviendo en Bolivia Censo boliviano del año 1900 | Argentinos viviendo en Bolivia Censo boliviano del año 1900 |
| Puesto                                                      | Departamento de                                             | Hombres Argentinos                                          | Mujeres Argentinas                                          | TOTAL Argentinos                                            |
| ----------------------------------------------------------- | ----------------------------------------------------------- | ----------------------------------------------------------- | ----------------------------------------------------------- | ----------------------------------------------------------- |
| 1°                                                          | Potosí                                                      | 213                                                         | 115                                                         | 328                                                         |
| 2°                                                          | Tarija                                                      | 6                                                           | 189                                                         | 195                                                         |
| 3°                                                          | Chuquisaca                                                  | 103                                                         | 45                                                          | 148                                                         |
| 4°                                                          | La Paz                                                      | 107                                                         | 9                                                           | 116                                                         |
| 5°                                                          | Santa Cruz                                                  | 74                                                          | 26                                                          | 100                                                         |
| 6°                                                          | Oruro                                                       | 72                                                          | 10                                                          | 82                                                          |
| 7°                                                          | Beni                                                        | 35                                                          | 6                                                           | 41                                                          |
| 8°                                                          | Cochabamba                                                  | 27                                                          | 5                                                           | 32                                                          |
| 9°                                                          | Pando                                                       | 3                                                           | 0                                                           | 3                                                           |
| Total                                                       | Bolivia                                                     | 963                                                         | 405                                                         | 1 368                                                       |

### Cifras Actuales
En la actualidad y según el último censo boliviano de 2012, en Bolivia viven unos 36 200 ciudadanos argentinos. 
Actualmente, la mayoría de los argentinos que viven en el país, se concentran más que todo en los departamentos del eje central de Bolivia (La Paz, Cochabamba y Santa Cruz) además de Tarija y Potosí (estas dos últimas por ser regiones fronterizas con Argentina).
| Argentinos viviendo en Bolivia Censo boliviano del año 2012 | Argentinos viviendo en Bolivia Censo boliviano del año 2012 | Argentinos viviendo en Bolivia Censo boliviano del año 2012 | Argentinos viviendo en Bolivia Censo boliviano del año 2012 | Argentinos viviendo en Bolivia Censo boliviano del año 2012 |
| Puesto                                                      | Departamento de                                             | Hombres                                                     | Mujeres                                                     | TOTAL                                                       |
| ----------------------------------------------------------- | ----------------------------------------------------------- | ----------------------------------------------------------- | ----------------------------------------------------------- | ----------------------------------------------------------- |
| 1°                                                          | Santa Cruz                                                  | 4 452                                                       | 4 083                                                       | 8 535                                                       |
| 2°                                                          | Potosí                                                      | 3 510                                                       | 3 493                                                       | 7 003                                                       |
| 3°                                                          | Cochabamba                                                  | 3 381                                                       | 3 228                                                       | 6 609                                                       |
| 4°                                                          | Tarija                                                      | 2 784                                                       | 2 825                                                       | 5 609                                                       |
| 5°                                                          | La Paz                                                      | 2 167                                                       | 2 110                                                       | 4 277                                                       |
| 6°                                                          | Chuquisaca                                                  | 1 503                                                       | 1 433                                                       | 2 936                                                       |
| 7°                                                          | Oruro                                                       | 513                                                         | 482                                                         | 995                                                         |
| 8°                                                          | Beni                                                        | 102                                                         | 118                                                         | 220                                                         |
| 9°                                                          | Pando                                                       | 19                                                          | 27                                                          | 46                                                          |
| Total                                                       | Bolivia                                                     | 18 431                                                      | 17 799                                                      | 36 230                                                      |

### Otras cifras
Según las cifras de la Organización Internacional para las Migraciones, los residentes argentinos en Bolivia han aumentado en un 117,5 % durante los últimos 30 años (1990-2020), pasando de solo 21.923 argentinos en 1990 a 47.695 argentinos viviendo en Bolivia para el año 2020.
| 1990 | 21 923 argentinos |
| 1991 | 22 566 argentinos |
| 1992 | 23 210 argentinos |
| 1993 | 23 853 argentinos |
| 1994 | 24 497 argentinos |
| 1995 | 25 141 argentinos |
| 1996 | 25 731 argentinos |
| 1997 | 26 322 argentinos |
| 1998 | 26 913 argentinos |
| 1999 | 27 504 argentinos |
| 2000 | 28 095 argentinos |
| 2001 | 28 959 argentinos |
| 2002 | 29 824 argentinos |
| 2003 | 30 688 argentinos |
| 2004 | 31 553 argentinos |
| 2005 | 32 418 argentinos |
| 2006 | 33 268 argentinos |
| 2007 | 34 119 argentinos |
| 2008 | 34 969 argentinos |
| 2009 | 35 820 argentinos |
| 2010 | 36 671 argentinos |
| 2011 | 37 875 argentinos |
| 2012 | 39 079 argentinos |
| 2013 | 40 283 argentinos |
| 2014 | 41 487 argentinos |
| 2015 | 42 691 argentinos |
| 2016 | 43 563 argentinos |
| 2017 | 44 436 argentinos |
| 2018 | 45 522 argentinos |
| 2019 | 46 609 argentinos |
| 2020 | 47 695 argentinos |
| Fuente: Organización de las Naciones Unidas ONU (2020) A partir del año 2020, se establece solamente "estimaciones" |                   |

Hacia el censo de 2001, los argentinos conformaban el 30,3% de los extranjeros en territorio boliviano.
Las estimaciones del año 2008 indicaban que 36.261 argentinos residían en Bolivia, representando el 4,49% de los argentinos en el exterior, concentrándose principalmente en el Departamento de Potosí, y también en otros departamentos como La Paz, Santa Cruz, Tarija y Cochabamba. Hacia 2006 los argentinos en Bolivia enviaron alrededor de 14 millones de dólares estadounidenses, representando el 3,5% de las remesas recibidas por Argentina.
Hacia 2012, los argentinos en Bolivia representaban el 4,67% de la diáspora argentina, conformando 45.424 habitantes y manteniéndose como el sexto destino de los argentinos en el exterior.
| 1992 | 17.829 |
| 2001 | 27.094 |
| 2008 | 36.261 |
| 2012 | 45.424 |

## Cuestión de Abra de Santa Cruz
El 28 de noviembre de 2013 Argentina y Bolivia instalaron un nuevo hito fronterizo en el Abra de Santa Cruz, departamento Santa Victoria, provincia de Salta, el cual densificó la división fronteriza entre ambos países sobre una línea geométrica imaginaria entre los ya existentes hito Peña Horco y cerro Mecoya, colocados en marzo de 1940. La acción definió que el poblado colla de Abra de Santa Cruz y las nacientes del río Santa Cruz quedaron en territorio boliviano, generando reclamos de las 17 familias argentinas que lo pueblan. Debido al nuevo límite, los niños argentinos comenzaron a asistir a la escuela boliviana del lugar en lugar de la argentina, ya que la primera cuenta con playones deportivos, suministro eléctrico y otros servicios.

## Vinicultores en Tarija
Bolivia ha reiniciado su producción vitivinícola en su territorio, convirtiéndose en una nación joven en producción de vinos a diferencia de países vecinos como Argentina y Chile, los cuales cuentan con una larga tradición vinícola industrial, razón que orilló a grupos de argentinos (incluyendo bolivianos con doble nacionalidad) emigrar hacia Bolivia.